# One Ok Rock/Diskografie
Diese Diskografie ist eine Übersicht über die musikalischen Werke der japanischen Band One Ok Rock. Den Schallplattenauszeichnungen zufolge hat sie bisher mehr als 2,6 Millionen Tonträger verkauft. Ihre erfolgreichsten Veröffentlichungen sind die Studioalben Niche Syndrome, Jinsei×Boku=, 35xxxv, Ambitions und Eye of the Storm mit jeweils über 250.000 verkauften Einheiten.

## Alben

### Studioalben
| Jahr | Titel Musiklabel                                   | Höchstplatzierung, Gesamtwochen, AuszeichnungChartplatzierungen (Jahr, Titel, Musiklabel, Platzierungen, Wochen, Auszeichnungen, Anmerkungen) | Höchstplatzierung, Gesamtwochen, AuszeichnungChartplatzierungen (Jahr, Titel, Musiklabel, Platzierungen, Wochen, Auszeichnungen, Anmerkungen) | Höchstplatzierung, Gesamtwochen, AuszeichnungChartplatzierungen (Jahr, Titel, Musiklabel, Platzierungen, Wochen, Auszeichnungen, Anmerkungen) | Höchstplatzierung, Gesamtwochen, AuszeichnungChartplatzierungen (Jahr, Titel, Musiklabel, Platzierungen, Wochen, Auszeichnungen, Anmerkungen) | Anmerkungen                                                 | [↑]: gemeinsam behandelt mit vorhergehendem Eintrag; [←]: in beiden Charts platziert |
| Jahr | Titel Musiklabel                                   | JP | DE | AT | US | Anmerkungen                                                 |                                                                                      |
| ---- | -------------------------------------------------- | --- | --- | --- | --- | ----------------------------------------------------------- | ------------------------------------------------------------------------------------ |
| 2007 | Zeitakubyō (ゼイタクビョウ) A-Sketch               | JP15 Gold · (22 Wo.)JP | — | — | — | Erstveröffentlichung: 21. November 2007 Verkäufe: + 100.000 |                                                                                      |
| 2008 | Beam of Light A-Sketch                             | JP17 (6 Wo.)JP | — | — | — | Veröffentlichung: 28. Mai 2008                              |                                                                                      |
| 2008 | Kanjō Effect (感情エフェクト) A-Sketch             | JP13 Gold · (15 Wo.)JP | — | — | — | Erstveröffentlichung: 12. November 2008 Verkäufe: + 100.000 |                                                                                      |
| 2010 | Niche Syndrome (Nicheシンドローム) A-Sketch        | JP4 Platin · (463 Wo.)JP | — | — | — | Erstveröffentlichung: 9. Juni 2010 Verkäufe: + 250.000      |                                                                                      |
| 2011 | Zankyou Reference (残響リファレンス) A-Sketch      | JP2 Gold · (167 Wo.)JP | — | — | — | Erstveröffentlichung: 5. Oktober 2011 Verkäufe: + 100.000   |                                                                                      |
| 2013 | Jinsei×Boku= A-Sketch                              | JP2 Platin · (264 Wo.)JP | — | — | — | Erstveröffentlichung: 6. März 2013 Verkäufe: + 250.000      |                                                                                      |
| 2015 | 35xxxv A-Sketch                                    | JP1 Platin · (116 Wo.)JP | — | — | — | Erstveröffentlichung: 11. Februar 2015 Verkäufe: + 250.000  |                                                                                      |
| 2015 | 35xxxv (Deluxe) Warner Bros.                       | JP3 (71 Wo.)JP | — | — | — | Erstveröffentlichung: 25. September 2015                    |                                                                                      |
| 2017 | Ambitions A-Sketch                                 | JP1 Platin · (91 Wo.)JP | DE99 (1 Wo.)DE | AT72 (1 Wo.)AT | US106 (1 Wo.)US | Veröffentlichung: 11. Januar 2017 Verkäufe: + 250.000       |                                                                                      |
| 2017 | Ambitions (English version) Fueled by Ramen        | JP4 (42 Wo.)JP[DE: ↑][AT: ↑][US: ↑] | DE99 (1 Wo.)DE | AT72 (1 Wo.)AT | US106 (1 Wo.)US | Erstveröffentlichung: 13. Januar 2017                       |                                                                                      |
| 2019 | Eye of the Storm A-Sketch                          | JP1 Platin · (107 Wo.)JP | DE73 (1 Wo.)DE | — | — | Veröffentlichung: 13. Februar 2019 Verkäufe: + 250.000      |                                                                                      |
| 2019 | Eye of the Storm (English version) Fueled by Ramen | JP3 (5 Wo.)JP[DE: ↑] | DE73 (1 Wo.)DE | — | — | Erstveröffentlichung: 15. Februar 2019                      |                                                                                      |
| 2022 | Luxury Disease Fueled by Ramen                     | JP1 Gold · (90 Wo.)JP | — | — | — | Erstveröffentlichung: 9. September 2022 Verkäufe: + 100.000 |                                                                                      |
| 2025 | Detox Fueled by Ramen                              | JP— GoldJP | — | — | — | Erstveröffentlichung: 21. Februar 2025 Verkäufe: + 100.000  |                                                                                      |

### EPs
| Jahr | Titel Musiklabel      | Höchstplatzierung, Gesamtwochen, AuszeichnungChartsChartplatzierungen (Jahr, Titel, Musiklabel, Platzierungen, Wochen, Auszeichnungen, Anmerkungen) | Anmerkungen                             |
| Jahr | Titel Musiklabel      | JP | Anmerkungen                             |
| ---- | --------------------- | --- | --------------------------------------- |
| 2006 | One Ok Rock A-Sketch  | — | Erstveröffentlichung: 26. Juli 2006     |
| 2006 | Keep It Real A-Sketch | JP102 (10 Wo.)JP | Erstveröffentlichung: 16. Dezember 2006 |

## Singles
| Jahr | Titel Album                                             | Höchstplatzierung, Gesamtwochen, AuszeichnungChartsChartplatzierungen (Jahr, Titel, Album, Platzierungen, Wochen, Auszeichnungen, Anmerkungen) | Anmerkungen                                               |
| Jahr | Titel Album                                             | JP | Anmerkungen                                               |
| ---- | ------------------------------------------------------- | --- | --------------------------------------------------------- |
| 2007 | Naihi Shinsho (内秘心書) Zeitakubyō                     | JP48 (9 Wo.)JP | Erstveröffentlichung: 25. April 2007                      |
| 2007 | Yume Yume (努努-ゆめゆめ-) Zeitakubyō                   | JP43 (6 Wo.)JP | Erstveröffentlichung: 25. Juli 2007                       |
| 2007 | Et Cetera (エトセトラ) Zeitakubyō                       | JP29 (4 Wo.)JP | Erstveröffentlichung: 24. Oktober 2007                    |
| 2010 | Kanzen Kankaku Dreamer (完全感覚Dreamer) Niche Syndrome | JP9 (9 Wo.)JP | Erstveröffentlichung: 3. Februar 2010                     |
| 2011 | Answer is Near (アンサイズニア) Zankyo Reference        | JP6 (13 Wo.)JP | Erstveröffentlichung: 16. Februar 2011                    |
| 2011 | Re:make / No Scared Zankyo Reference                    | JP6 (10 Wo.)JP | Erstveröffentlichung: 20. Juli 2011                       |
| 2012 | The Beginning Jinsei×Boku=                              | JP5 Gold · (20 Wo.)JP | Erstveröffentlichung: 22. August 2012 Verkäufe: + 100.000 |
| 2013 | Deeper Deeper / Nothing Helps Jinsei×Boku=              | JP2 (9 Wo.)JP | Erstveröffentlichung: 9. Januar 2009                      |
| 2014 | Mighty Long Fall / Decision 35xxxv                      | JP2 Gold · (17 Wo.)JP | Erstveröffentlichung: 30. Juli 2014 Verkäufe: + 100.000   |

Digitale Singles
- 2012: No Scared (Yokohama Arena, 2012 Live)
- 2012: the same as...
- 2014: Mighty Long Fall
- 2015: Cry out
- 2015: The Way Back -Japanese ver.-
- 2016: Always coming back
- 2016: Taking Off
- 2016: Bedroom Warfare
- 2016: I was King
- 2018: Change
- 2018: Stand Out Fit In
- 2019: Wasted Nights
- 2021: Renegades (JP: Gold (Digital), JP: Platin (Streaming))
- 2021: Broken Heart of Gold
- 2021: Wonder
- 2022: Save Yourself
- 2022: Let Me Let You Go
- 2022: Vandalize
- 2023: Make It Out Alive
- 2024: Delusion:All (JP: Gold (Streaming))
- 2024: Dystopia
- 2024: +Matter
- 2025: Puppets Can’t Control You

Sonderveröffentlichungen
- 2017: Skyfall (nur bei der Ambitions Japan Tour erhältlich)

## Videoalben
| Jahr | Titel Musiklabel                                           | Höchstplatzierung, Gesamtwochen, AuszeichnungChartplatzierungen (Jahr, Titel, Musiklabel, Platzierungen, Wochen, Auszeichnungen, Anmerkungen) | Höchstplatzierung, Gesamtwochen, AuszeichnungChartplatzierungen (Jahr, Titel, Musiklabel, Platzierungen, Wochen, Auszeichnungen, Anmerkungen) | Anmerkungen                                               |
| Jahr | Titel Musiklabel                                           | JP DVD | JP Blu-ray | Anmerkungen                                               |
| ---- | ---------------------------------------------------------- | --- | --- | --------------------------------------------------------- |
| 2008 | Live DVD “Yononaka Shredder” A-Sketch                      | JP DVD60 (3 Wo.)JP DVD | — | Erstveröffentlichung: 19. März 2008                       |
| 2011 | This Is My Budokan! 2010.11.28 A-Sketch                    | JP DVD2 (102 Wo.)JP DVD | — | Erstveröffentlichung: 16. Februar 2011                    |
| 2012 | “Zankyo Reference” Tour in Yokohama Arena A-Sketch         | JP DVD3 Gold · (88 Wo.)JP DVD | JP Blu-ray2 (4 Wo.)JP Blu-ray | Erstveröffentlichung: 30. Mai 2012 Verkäufe: + 100.000    |
| 2013 | “Jinsei x Boku =” Tour Live & Film A-Sketch                | JP DVD1 Gold · (159 Wo.)JP DVD | JP Blu-ray2 (66 Wo.)JP Blu-ray | Erstveröffentlichung: 9. Oktober 2013 Verkäufe: + 100.000 |
| 2014 | Fool Cool Rock! Documentary Film A-Sketch                  | JP DVD1 (19 Wo.)JP DVD | JP Blu-ray7 (16 Wo.)JP Blu-ray | Erstveröffentlichung: 12. November 2014                   |
| 2015 | Mighty Long Fall at Yokohama Stadium A-Sketch              | JP DVD2 Gold · (230 Wo.)JP DVD | JP Blu-ray3 (72 Wo.)JP Blu-ray | Erstveröffentlichung: 29. April 2015 Verkäufe: + 100.000  |
| 2016 | “35xxxv” Japan Tour Live & Documentary A-Sketch            | JP DVD1 Gold · (93 Wo.)JP DVD | JP Blu-ray2 (62 Wo.)JP Blu-ray | Erstveröffentlichung: 6. April 2016 Verkäufe: + 100.000   |
| 2018 | Special Live in Nagisaen A-Sketch                          | JP DVD2 Gold · (118 Wo.)JP DVD | JP Blu-ray1 (27 Wo.)JP Blu-ray | Erstveröffentlichung: 17. Januar 2018 Verkäufe: + 100.000 |
| 2018 | “Ambitions” Japan Tour A-Sketch                            | JP DVD1 Gold · (87 Wo.)JP DVD | JP Blu-ray1 (40 Wo.)JP Blu-ray | Erstveröffentlichung: 16. Mai 2018 Verkäufe: + 100.000    |
| 2019 | Orchestra Japan Tour 2018 A-Sketch                         | JP DVD1 (66 Wo.)JP DVD | JP Blu-ray2 (53 Wo.)JP Blu-ray | Erstveröffentlichung: 21. August 2019                     |
| 2019 | Ambitions Japan Dome Tour A-Sketch                         | JP DVD2 (63 Wo.)JP DVD | JP Blu-ray3 (44 Wo.)JP Blu-ray | Erstveröffentlichung: 21. August 2019                     |
| 2020 | One Ok Rock “Eye of the Storm” Japan Tour A-Sketch         | JP DVD1 (62 Wo.)JP DVD | JP Blu-ray1 (40 Wo.)JP Blu-ray | Erstveröffentlichung: 28. Oktober 2020                    |
| 2021 | One Ok Rock 2020 Field of Wonder at Stadium 10969 Inc.     | JP DVD1 (41 Wo.)JP DVD | JP Blu-ray1 (21 Wo.)JP Blu-ray | Erstveröffentlichung: 17. November 2021                   |
| 2022 | One Ok Rock 2021 Day to Night Acoustic Sessions 10969 Inc. | JP DVD1 (59 Wo.)JP DVD | JP Blu-ray1 (25 Wo.)JP Blu-ray | Erstveröffentlichung: 20. April 2022                      |
| 2023 | One Ok Rock 2023 Luxury Disease Japan Tour 10969 Inc.      | JP DVD1 (65 Wo.)JP DVD | JP Blu-ray1 (51 Wo.)JP Blu-ray | Erstveröffentlichung: 15. November 2023                   |

## Musikvideos
| Jahr | Titel                                                                  | Regisseur(e)                    |
| ---- | ---------------------------------------------------------------------- | ------------------------------- |
| 2006 | Moshimo Taiyou Ga Nakunatta Toshitara (もしも太陽がなくなったとしたら) | Unbekannt                       |
| 2006 | Keep it real                                                           | Unbekannt                       |
| 2007 | Naihi Shinsho (内秘心書)                                               | Hideaki Fukui                   |
| 2007 | Yume Yume (努努ーゆめゆめー)                                           | Junya Matsuyama                 |
| 2007 | Etcetera (エトセトラ)                                                  | Nobuaki Hongo                   |
| 2008 | Hitsuzen Maker (必然メーカー)                                          | Hideaki Fukui                   |
| 2008 | Koi No Aibou Kokoro No Cupid (恋ノアイボウ心ノクピド)                  | Hideaki Fukui                   |
| 2010 | Kanzen Kankaku Dreamer (完全感覚 Dreamer)                              | Hideaki Fukui                   |
| 2010 | Jibun Rock (じぶんRock)                                                | Hideaki Fukui                   |
| 2010 | Liar                                                                   | Kensaku Kakimoto                |
| 2011 | C.h.a.o.s.m.y.t.h                                                      | Masakazu Fukatsu                |
| 2011 | No Scared                                                              | Masakazu Fukatsu                |
| 2011 | Re:make                                                                | Daishin Suzuki                  |
| 2011 | Answer is Near (アンサイズニア)                                        | Masakazu Fukatsu                |
| 2012 | The Beginning                                                          | Maxilla                         |
| 2012 | Deeper Deeper                                                          | Takahide Ishii                  |
| 2013 | Clock Strikes                                                          | Masakazu Fukatsu                |
| 2013 | Be the Light                                                           | Shoichi David Haruyama          |
| 2014 | Decision                                                               | –                               |
| 2014 | Mighty Long Fall                                                       | Ryohei Shingu                   |
| 2015 | The Way Back (Japanische Version)                                      | Maxilla                         |
| 2015 | Last Dance                                                             | Jeremy Cloe                     |
| 2015 | Cry Out                                                                | Ryohei Shingu                   |
| 2015 | Cry Out (35xxxv Deluxe Edition)                                        | Naoto Amazutsumi                |
| 2016 | I was King (Official Visualizer)                                       | Ruth Barrett                    |
| 2016 | Bedroom Warfare                                                        | Sitcom Soldiers                 |
| 2016 | Taking Off                                                             | Sitcom Soldiers                 |
| 2017 | Mark Staubach                                                          |                                 |
| 2017 | Mark Staubach                                                          | American Girls                  |
| 2018 | Change                                                                 | Raul Gonzo                      |
| 2018 | Stand Out Fit In                                                       | Peter Huang                     |
| 2019 | Wasted Nights                                                          | Kyle Cogan                      |
| 2021 | Renegades                                                              | Toshi Atsunori                  |
| 2021 | Broken Heart of Gold (Japanische Version)                              | Koji Kashihara × Akira Miyazaki |
| 2022 | Save Yourself                                                          | Tanu Muino                      |

## Statistik

### Chartauswertung
|                     | JP     | DE    | AT    | US    |
| ------------------- | ------ | ----- | ----- | ----- |
| Nummer-eins-Alben   | JP4JP  | DE—DE | AT—AT | US—US |
| Top-10-Alben        | JP10JP | DE—DE | AT—AT | US—US |
| Alben in den Charts | JP14JP | DE2DE | AT1AT | US1US |

|                       | JP    |
| --------------------- | ----- |
| Nummer-eins-Singles   | JP—JP |
| Top-10-Singles        | JP6JP |
| Singles in den Charts | JP9JP |

|                          | JP     |
| ------------------------ | ------ |
| Nummer-eins-Videoalben   | JP15JP |
| Top-10-Videoalben        | JP27JP |
| Videoalben in den Charts | JP28JP |

### Auszeichnungen für Musikverkäufe
Anmerkung: Auszeichnungen in Ländern aus den Charttabellen bzw. Chartboxen sind in ebendiesen zu finden.
| Land/RegionAuszeichnungen für Musikverkäufe (Land/Region, Auszeichnungen, Verkäufe, Quellen) | Gold       | Platin     | Verkäufe  | Quellen            |
| -------------------------------------------------------------------------------------------- | ---------- | ---------- | --------- | ------------------ |
| Japan (RIAJ)                                                                                 | 15× Gold15 | 6× Platin6 | 2.650.000 | riaj.or.jp JP2 JP3 |
| Insgesamt                                                                                    | 15× Gold15 | 6× Platin6 |           |                    |